# Calvin-cyklus
Calvin-cyklussen (af og til også benævnt Calvin-Bensons cyklus eller Calvins cyklus) er en proces bestående af en række kemiske reaktioner, der foregår i grønkornene hos de organismer, som har fotosyntese. Den blev første gang beskrevet af forskerne Melvin Calvin og Andy Benson fra Berkeley-universitetet.
Under den lyskrævende del af fotosyntesen er energi og reduktionspotentiale blevet dannet i form af ATP og NADPH. Calvin-cyklussen er mørkeprocessen, som foregår i grønkornenes stromadel, hvor der bruges energi fra ATP og NADPHs evne til at fremkalde reduktion. På den måde indbygges CO2 i kulhydrat. Nøgleenzymet er i den forbindelse det, som kaldes RuBisCO.
Bruttoformlen for reaktionerne i Calvin-cyklussen er følgende:
6 CO2 + 12 NADPH + 12 H2O + 18 ATP → C6H12O6 + 12 NADP+ + 18 ADP + 18 Pi
C6H12O6 står her for glukose.

## Kemiske processer i Calvin-cyklussen
Processen indledes med, at ribulose-1,5-bisfosfat reagerer med CO2, så der dannes 3-fosfoglycerat. Denne reaktion katalyseres af RuBisCO og er den reaktion, der bestemmer, hvor hurtigt cyklussen kan forløbe.
Dernæst bruges det dannede 3-fosfoglycerat til at danne 1,3-bisfosfoglycerat under forbrug af energi fra ATP. 
Dette gendannes til ribulose-1,5-bisfosfat gennem en lang række processer. Samtidig opstår der et overskud af 3-fosfoglycerat, der er udgangspunktet for dannelsen af sukker, stivelse, aminosyrer og fedtsyrer. 3-fosfoglycerat omdannes via dihydroxyacetonefosfat til hexosefosfater via reaktioner, der er analoge med glukoneogenesen.
| Portal | Portal:Botanik |